# 3e étape du Tour d'Espagne 2024
Pour un article plus général, voir Tour d'Espagne 2024.
La 3e étape du Tour d'Espagne 2024 se déroule le lundi 19 août 2024 entre  Lousã et Castelo Branco au Portugal, sur une distance de 191 km.

## Parcours
Au départ de Lousã, cette dernière étape portugaise présente un profil un peu plus accidenté que la veille avec le franchissement de l'Alto de Teixeira, un col de 2e catégorie, à mi-parcours. Ensuite, le parcours est plus facile bien que sinueux avec un col de 4e catégorie franchi à une quarantaine de kilomètres de l'arrivée située à Castelo Branco.

## Déroulement de la course
Une échappée de quatre coureurs fait une bonne partie de l'étape en tête. Le dernier de ces échappés est repris par le peloton à 20 kilomètres du terme. Alors que le peloton se prépare à un sprint, Victor Campenaerts tente sa chance à moins de deux kilomètres de l'arrivée mais il est repris peu après la flamme rouge. Le maillot rouge Wout van Aert lance le sprint aux deux cents mètres, résiste au retour du maillot vert Kaden Groves et remporte une première victoire sur la Vuelta.

## Résultats

### Classement de l'étape
| \| Classement de l'étape \| Classement de l'étape \| Classement de l'étape \| Classement de l'étape \| Classement de l'étape \| \| Coureur \| Coureur \| Pays \| Équipe \| Temps \| \| --------------------- \| --------------------- \| --------------------- \| -------------------------- \| --------------------- \| \| 1er \| Wout van Aert \| Belgique \| Team Visma \\| Lease a Bike \| 4 h 40 min 42 s \| \| 2e \| Kaden Groves \| Australie \| Alpecin-Deceuninck \| + 0 s \| \| 3e \| Jon Aberasturi \| Espagne \| Euskaltel-Euskadi \| + 0 s \| \| 4e \| Arne Marit \| Belgique \| Intermarché-Wanty \| + 0 s \| \| 5e \| Pavel Bittner \| Tchéquie \| Team dsm-firmenich PostNL \| + 0 s \| \| 6e \| Corbin Strong \| Nouvelle-Zélande \| Israel-Premier Tech \| + 0 s \| \| 7e \| Arjen Livyns \| Belgique \| Lotto Dstny \| + 0 s \| \| 8e \| Bryan Coquard \| France \| Cofidis \| + 0 s \| \| 9e \| Antonio Jesús Soto \| Espagne \| Equipo Kern Pharma \| + 0 s \| \| 10e \| Carlos Canal \| Espagne \| Movistar Team \| + 0 s \| |                    |                  |                            |                 |
| |                    |                  |                            |                 |
| Source : ProCyclingStats |                    |                  |                            |                 |
| Classement de l'étape |                    |                  |                            |                 |
| Coureur | Coureur            | Pays             | Équipe                     | Temps           |
| 1er | Wout van Aert      | Belgique         | Team Visma \| Lease a Bike | 4 h 40 min 42 s |
| 2e | Kaden Groves       | Australie        | Alpecin-Deceuninck         | + 0 s           |
| 3e | Jon Aberasturi     | Espagne          | Euskaltel-Euskadi          | + 0 s           |
| 4e | Arne Marit         | Belgique         | Intermarché-Wanty          | + 0 s           |
| 5e | Pavel Bittner      | Tchéquie         | Team dsm-firmenich PostNL  | + 0 s           |
| 6e | Corbin Strong      | Nouvelle-Zélande | Israel-Premier Tech        | + 0 s           |
| 7e | Arjen Livyns       | Belgique         | Lotto Dstny                | + 0 s           |
| 8e | Bryan Coquard      | France           | Cofidis                    | + 0 s           |
| 9e | Antonio Jesús Soto | Espagne          | Equipo Kern Pharma         | + 0 s           |
| 10e | Carlos Canal       | Espagne          | Movistar Team              | + 0 s           |

### Points attribués pour le classement par points
| Sprint intermédiaire Fundão (km 139,8) | Sprint intermédiaire Fundão (km 139,8) | Sprint intermédiaire Fundão (km 139,8) | Sprint intermédiaire Fundão (km 139,8) | Sprint intermédiaire Fundão (km 139,8) |
| -------------------------------------- | -------------------------------------- | -------------------------------------- | -------------------------------------- | -------------------------------------- |
|                                        | Coureur                                | Pays                                   | Équipe                                 | Point(s)                               |
| 1er                                    | Xabier Isasa                           | Espagne                                | Euskaltel-Euskadi                      | 20                                     |
| 2e                                     | Ibon Ruiz                              | Espagne                                | Equipo Kern Pharma                     | 17                                     |
| 3e                                     | Luis Ángel Maté                        | Espagne                                | Euskaltel-Euskadi                      | 15                                     |
| 4e                                     | Unai Iribar                            | Espagne                                | Equipo Kern Pharma                     | 13                                     |
| 5e                                     | Wout van Aert                          | Belgique                               | Team Visma - Lease a Bike              | 10                                     |
| modifier                               |                                        |                                        |                                        |                                        |

| Arrivée d'étape Castelo Branco (km 191,2) | Arrivée d'étape Castelo Branco (km 191,2) | Arrivée d'étape Castelo Branco (km 191,2) | Arrivée d'étape Castelo Branco (km 191,2) | Arrivée d'étape Castelo Branco (km 191,2) |
| ----------------------------------------- | ----------------------------------------- | ----------------------------------------- | ----------------------------------------- | ----------------------------------------- |
|                                           | Coureur                                   | Pays                                      | Équipe                                    | Point(s)                                  |
| 1er                                       | Wout van Aert                             | Belgique                                  | Team Visma - Lease a Bike                 | 30                                        |
| 2e                                        | Kaden Groves                              | Australie                                 | Alpecin-Deceuninck                        | 25                                        |
| 3e                                        | Jon Aberasturi                            | Espagne                                   | Euskaltel-Euskadi                         | 22                                        |
| 4e                                        | Arne Marit                                | Belgique                                  | Intermarché-Wanty                         | 19                                        |
| 5e                                        | Pavel Bittner                             | République tchèque                        | Team dsm-firmenich PostNL                 | 17                                        |
| 6e                                        | Corbin Strong                             | Nouvelle-Zélande                          | Israel-Premier Tech                       | 15                                        |
| 7e                                        | Arjen Livyns                              | Belgique                                  | Lotto Dstny                               | 13                                        |
| 8e                                        | Bryan Coquard                             | France                                    | Cofidis                                   | 11                                        |
| 9e                                        | Antonio Jesús Soto                        | Espagne                                   | Equipo Kern Pharma                        | 9                                         |
| 10e                                       | Carlos Canal                              | Espagne                                   | Movistar                                  | 7                                         |
| 11e                                       | Pau Miquel                                | Espagne                                   | Equipo Kern Pharma                        | 6                                         |
| 12e                                       | Mathias Vacek                             | République tchèque                        | Lidl-Trek                                 | 5                                         |
| 13e                                       | Lorenzo Rota                              | Italie                                    | Intermarché-Wanty                         | 4                                         |
| 14e                                       | Stefan Küng                               | Suisse                                    | Groupama-FDJ                              | 3                                         |
| 15e                                       | Kim Heiduk                                | Allemagne                                 | Ineos Grenadiers                          | 2                                         |
| modifier                                  |                                           |                                           |                                           |                                           |

### Points attribués pour le classement du meilleur grimpeur
| Alto de Teixeira (km 84) 2e catégorie (17,5 km à 3,2%) | Alto de Teixeira (km 84) 2e catégorie (17,5 km à 3,2%) | Alto de Teixeira (km 84) 2e catégorie (17,5 km à 3,2%) | Alto de Teixeira (km 84) 2e catégorie (17,5 km à 3,2%) | Alto de Teixeira (km 84) 2e catégorie (17,5 km à 3,2%) |
| ------------------------------------------------------ | ------------------------------------------------------ | ------------------------------------------------------ | ------------------------------------------------------ | ------------------------------------------------------ |
|                                                        | Coureur                                                | Pays                                                   | Équipe                                                 | Point(s)                                               |
| 1er                                                    | Luis Ángel Maté                                        | Espagne                                                | Euskaltel-Euskadi                                      | 5                                                      |
| 2e                                                     | Xabier Isasa                                           | Espagne                                                | Euskaltel-Euskadi                                      | 3                                                      |
| 3e                                                     | Ibon Ruiz                                              | Espagne                                                | Equipo Kern Pharma                                     | 1                                                      |
| modifier                                               |                                                        |                                                        |                                                        |                                                        |

| Alto de Alpedrinha (km 148,6) 4e catégorie (6,4 km à 3,4%) | Alto de Alpedrinha (km 148,6) 4e catégorie (6,4 km à 3,4%) | Alto de Alpedrinha (km 148,6) 4e catégorie (6,4 km à 3,4%) | Alto de Alpedrinha (km 148,6) 4e catégorie (6,4 km à 3,4%) | Alto de Alpedrinha (km 148,6) 4e catégorie (6,4 km à 3,4%) |
| ---------------------------------------------------------- | ---------------------------------------------------------- | ---------------------------------------------------------- | ---------------------------------------------------------- | ---------------------------------------------------------- |
|                                                            | Coureur                                                    | Pays                                                       | Équipe                                                     | Point(s)                                                   |
| 1er                                                        | Luis Ángel Maté                                            | Espagne                                                    | Euskaltel-Euskadi                                          | 2                                                          |
| 2e                                                         | Ibon Ruiz                                                  | Espagne                                                    | Equipo Kern Pharma                                         | 1                                                          |
| modifier                                                   |                                                            |                                                            |                                                            |                                                            |

### Bonifications
|   | Coureur         | Pays    | Équipe             | Secondes |
| - | --------------- | ------- | ------------------ | -------- |
| 1 | Xabier Isasa    | Espagne | Euskaltel-Euskadi  | 6 s      |
| 2 | Ibon Ruiz       | Espagne | Equipo Kern Pharma | 4 s      |
| 3 | Luis Ángel Maté | Espagne | Euskaltel-Euskadi  | 2 s      |

|   | Coureur        | Pays      | Équipe                    | Secondes |
| - | -------------- | --------- | ------------------------- | -------- |
| 1 | Wout van Aert  | Belgique  | Team Visma - Lease a Bike | 10 s     |
| 2 | Kaden Groves   | Australie | Alpecin-Deceuninck        | 6 s      |
| 3 | Jon Aberasturi | Espagne   | Euskaltel-Euskadi         | 4 s      |

### Prix de la combativité
- Xabier Isasa (Euskaltel-Euskadi)

## Classements à l'issue de l'étape

### Classement général
| \| Classement général \| Classement général \| Classement général \| Classement général \| Classement général \| \| Coureur \| Coureur \| Pays \| Équipe \| Temps \| \| ------------------ \| ------------------ \| ------------------ \| -------------------------- \| ------------------ \| \| 1er \| Wout van Aert \| Belgique \| Team Visma \\| Lease a Bike \| 10 h 05 min 59 s \| \| 2e \| Brandon McNulty \| États-Unis \| UAE Team Emirates \| + 13 s \| \| 3e \| Mathias Vacek \| Tchéquie \| Lidl-Trek \| + 15 s \| \| 4e \| Stefan Küng \| Suisse \| Groupama-FDJ \| + 19 s \| \| 5e \| Edoardo Affini \| Italie \| Team Visma \\| Lease a Bike \| + 21 s \| \| 6e \| Mauro Schmid \| Suisse \| Team Jayco AlUla \| + 29 s \| \| 7e \| Primož Roglič \| Slovénie \| Red Bull-Bora-Hansgrohe \| + 30 s \| \| 8e \| Bruno Armirail \| France \| Decathlon-AG2R La Mondiale \| + 31 s \| \| 9e \| João Almeida \| Portugal \| UAE Team Emirates \| + 32 s \| \| 10e \| Nélson Oliveira \| Portugal \| Movistar Team \| + 33 s \| |                 |            |                            |                  |
| |                 |            |                            |                  |
| Source : ProCyclingStats |                 |            |                            |                  |
| Classement général |                 |            |                            |                  |
| Coureur | Coureur         | Pays       | Équipe                     | Temps            |
| 1er | Wout van Aert   | Belgique   | Team Visma \| Lease a Bike | 10 h 05 min 59 s |
| 2e | Brandon McNulty | États-Unis | UAE Team Emirates          | + 13 s           |
| 3e | Mathias Vacek   | Tchéquie   | Lidl-Trek                  | + 15 s           |
| 4e | Stefan Küng     | Suisse     | Groupama-FDJ               | + 19 s           |
| 5e | Edoardo Affini  | Italie     | Team Visma \| Lease a Bike | + 21 s           |
| 6e | Mauro Schmid    | Suisse     | Team Jayco AlUla           | + 29 s           |
| 7e | Primož Roglič   | Slovénie   | Red Bull-Bora-Hansgrohe    | + 30 s           |
| 8e | Bruno Armirail  | France     | Decathlon-AG2R La Mondiale | + 31 s           |
| 9e | João Almeida    | Portugal   | UAE Team Emirates          | + 32 s           |
| 10e | Nélson Oliveira | Portugal   | Movistar Team              | + 33 s           |

| Classement par points | Classement par points | Classement par points | Classement par points      | Classement par points |
| Coureur               | Coureur               | Pays                  | Équipe                     | Points                |
| --------------------- | --------------------- | --------------------- | -------------------------- | --------------------- |
| 1er                   | Wout van Aert         | Belgique              | Team Visma \| Lease a Bike | 98 pts                |
| 2e                    | Kaden Groves          | Australie             | Alpecin-Deceuninck         | 90 pts                |
| 3e                    | Luis Ángel Maté       | Espagne               | Euskaltel-Euskadi          | 35 pts                |
| 4e                    | Corbin Strong         | Nouvelle-Zélande      | Israel-Premier Tech        | 35 pts                |
| 5e                    | Jon Aberasturi        | Espagne               | Euskaltel-Euskadi          | 34 pts                |
| 6e                    | Ibon Ruiz             | Espagne               | Equipo Kern Pharma         | 34 pts                |
| 7e                    | Mathias Vacek         | Tchéquie              | Lidl-Trek                  | 32 pts                |
| 8e                    | Pavel Bittner         | Tchéquie              | Team dsm-firmenich PostNL  | 31 pts                |
| 9e                    | Pau Miquel            | Espagne               | Equipo Kern Pharma         | 24 pts                |
| 10e                   | Brandon McNulty       | États-Unis            | UAE Team Emirates          | 20 pts                |

| Classement par points | Classement par points | Classement par points | Classement par points      | Classement par points |
| Coureur               | Coureur               | Pays                  | Équipe                     | Points                |
| --------------------- | --------------------- | --------------------- | -------------------------- | --------------------- |
| 1er                   | Wout van Aert         | Belgique              | Team Visma \| Lease a Bike | 98 pts                |
| 2e                    | Kaden Groves          | Australie             | Alpecin-Deceuninck         | 90 pts                |
| 3e                    | Luis Ángel Maté       | Espagne               | Euskaltel-Euskadi          | 35 pts                |
| 4e                    | Corbin Strong         | Nouvelle-Zélande      | Israel-Premier Tech        | 35 pts                |
| 5e                    | Jon Aberasturi        | Espagne               | Euskaltel-Euskadi          | 34 pts                |
| 6e                    | Ibon Ruiz             | Espagne               | Equipo Kern Pharma         | 34 pts                |
| 7e                    | Mathias Vacek         | Tchéquie              | Lidl-Trek                  | 32 pts                |
| 8e                    | Pavel Bittner         | Tchéquie              | Team dsm-firmenich PostNL  | 31 pts                |
| 9e                    | Pau Miquel            | Espagne               | Equipo Kern Pharma         | 24 pts                |
| 10e                   | Brandon McNulty       | États-Unis            | UAE Team Emirates          | 20 pts                |

| Classement de la montagne | Classement de la montagne | Classement de la montagne | Classement de la montagne | Classement de la montagne |
| Coureur                   | Coureur                   | Pays                      | Équipe                    | Points                    |
| ------------------------- | ------------------------- | ------------------------- | ------------------------- | ------------------------- |
| 1er                       | Luis Ángel Maté           | Espagne                   | Euskaltel-Euskadi         | 9 pts                     |
| 2e                        | Xabier Isasa              | Espagne                   | Euskaltel-Euskadi         | 3 pts                     |
| 3e                        | Ibon Ruiz                 | Espagne                   | Equipo Kern Pharma        | 3 pts                     |
| 4e                        | Stefan Küng               | Suisse                    | Groupama-FDJ              | 2 pts                     |
| 5e                        | Roger Adrià               | Espagne                   | Red Bull-Bora-Hansgrohe   | 1 pt                      |

| Classement de la montagne | Classement de la montagne | Classement de la montagne | Classement de la montagne | Classement de la montagne |
| Coureur                   | Coureur                   | Pays                      | Équipe                    | Points                    |
| ------------------------- | ------------------------- | ------------------------- | ------------------------- | ------------------------- |
| 1er                       | Luis Ángel Maté           | Espagne                   | Euskaltel-Euskadi         | 9 pts                     |
| 2e                        | Xabier Isasa              | Espagne                   | Euskaltel-Euskadi         | 3 pts                     |
| 3e                        | Ibon Ruiz                 | Espagne                   | Equipo Kern Pharma        | 3 pts                     |
| 4e                        | Stefan Küng               | Suisse                    | Groupama-FDJ              | 2 pts                     |
| 5e                        | Roger Adrià               | Espagne                   | Red Bull-Bora-Hansgrohe   | 1 pt                      |

| Classement du meilleur jeune | Classement du meilleur jeune | Classement du meilleur jeune | Classement du meilleur jeune | Classement du meilleur jeune |
| Coureur                      | Coureur                      | Pays                         | Équipe                       | Temps                        |
| ---------------------------- | ---------------------------- | ---------------------------- | ---------------------------- | ---------------------------- |
| 1er                          | Mathias Vacek                | Tchéquie                     | Lidl-Trek                    | 10 h 06 min 14 s             |
| 2e                           | Mauro Schmid                 | Suisse                       | Team Jayco AlUla             | + 14 s                       |
| 3e                           | Florian Lipowitz             | Allemagne                    | Red Bull-Bora-Hansgrohe      | + 19 s                       |
| 4e                           | Mattias Skjelmose            | Danemark                     | Lidl-Trek                    | + 20 s                       |
| 5e                           | Filippo Baroncini            | Italie                       | UAE Team Emirates            | + 24 s                       |
| 6e                           | Antonio Tiberi               | Italie                       | Bahrain Victorious           | + 25 s                       |
| 7e                           | Marco Frigo                  | Italie                       | Israel-Premier Tech          | + 26 s                       |
| 8e                           | Pablo Castrillo              | Espagne                      | Equipo Kern Pharma           | + 27 s                       |
| 9e                           | Thymen Arensman              | Pays-Bas                     | Ineos Grenadiers             | + 27 s                       |
| 10e                          | Max Poole                    | Royaume-Uni                  | Team dsm-firmenich PostNL    | + 35 s                       |

| Classement du meilleur jeune | Classement du meilleur jeune | Classement du meilleur jeune | Classement du meilleur jeune | Classement du meilleur jeune |
| Coureur                      | Coureur                      | Pays                         | Équipe                       | Temps                        |
| ---------------------------- | ---------------------------- | ---------------------------- | ---------------------------- | ---------------------------- |
| 1er                          | Mathias Vacek                | Tchéquie                     | Lidl-Trek                    | 10 h 06 min 14 s             |
| 2e                           | Mauro Schmid                 | Suisse                       | Team Jayco AlUla             | + 14 s                       |
| 3e                           | Florian Lipowitz             | Allemagne                    | Red Bull-Bora-Hansgrohe      | + 19 s                       |
| 4e                           | Mattias Skjelmose            | Danemark                     | Lidl-Trek                    | + 20 s                       |
| 5e                           | Filippo Baroncini            | Italie                       | UAE Team Emirates            | + 24 s                       |
| 6e                           | Antonio Tiberi               | Italie                       | Bahrain Victorious           | + 25 s                       |
| 7e                           | Marco Frigo                  | Italie                       | Israel-Premier Tech          | + 26 s                       |
| 8e                           | Pablo Castrillo              | Espagne                      | Equipo Kern Pharma           | + 27 s                       |
| 9e                           | Thymen Arensman              | Pays-Bas                     | Ineos Grenadiers             | + 27 s                       |
| 10e                          | Max Poole                    | Royaume-Uni                  | Team dsm-firmenich PostNL    | + 35 s                       |

| Classement par équipes | Classement par équipes     | Classement par équipes | Classement par équipes |
| Équipe                 | Équipe                     | Pays                   | Temps                  |
| ---------------------- | -------------------------- | ---------------------- | ---------------------- |
| 1re                    | UAE Team Emirates          | Émirats arabes unis    | 30 h 19 min 19 s       |
| 2e                     | Lidl-Trek                  | États-Unis             | + 12 s                 |
| 3e                     | Team Visma \| Lease a Bike | Pays-Bas               | + 13 s                 |
| 4e                     | Red Bull-Bora-Hansgrohe    | Allemagne              | + 24 s                 |
| 5e                     | Ineos Grenadiers           | Royaume-Uni            | + 40 s                 |
| 6e                     | Team Jayco AlUla           | Australie              | + 54 s                 |
| 7e                     | Bahrain Victorious         | Bahreïn                | + 59 s                 |
| 8e                     | Groupama-FDJ               | France                 | + 1 min 13 s           |
| 9e                     | Decathlon-AG2R La Mondiale | France                 | + 1 min 14 s           |
| 10e                    | Equipo Kern Pharma         | Espagne                | + 1 min 15 s           |

| Classement par équipes | Classement par équipes     | Classement par équipes | Classement par équipes |
| Équipe                 | Équipe                     | Pays                   | Temps                  |
| ---------------------- | -------------------------- | ---------------------- | ---------------------- |
| 1re                    | UAE Team Emirates          | Émirats arabes unis    | 30 h 19 min 19 s       |
| 2e                     | Lidl-Trek                  | États-Unis             | + 12 s                 |
| 3e                     | Team Visma \| Lease a Bike | Pays-Bas               | + 13 s                 |
| 4e                     | Red Bull-Bora-Hansgrohe    | Allemagne              | + 24 s                 |
| 5e                     | Ineos Grenadiers           | Royaume-Uni            | + 40 s                 |
| 6e                     | Team Jayco AlUla           | Australie              | + 54 s                 |
| 7e                     | Bahrain Victorious         | Bahreïn                | + 59 s                 |
| 8e                     | Groupama-FDJ               | France                 | + 1 min 13 s           |
| 9e                     | Decathlon-AG2R La Mondiale | France                 | + 1 min 14 s           |
| 10e                    | Equipo Kern Pharma         | Espagne                | + 1 min 15 s           |

## Abandons
Aucun coureur n'a abandonné au cours de l'étape.